# Asperoteuthis mangoldae
Asperoteuthis mangoldae е вид главоного от семейство Chiroteuthidae.

## Разпространение
Видът е разпространен в САЩ (Хавайски острови).